# Morti il 27 ottobre
| Questa pagina contiene informazioni ricavate automaticamente dalle voci biografiche con l'ausilio del template Bio e di un bot. L'aggiornamento è periodico e automatico e ricostruisce completamente la pagina. Se manca una persona in questa lista, sei pregato di non aggiungerla, ma accertati piuttosto che la sua voce biografica contenga il template Bio e che i dati anagrafici siano correttamente compilati. Se il template Bio manca, inseriscilo tu stesso o, in alternativa, metti l'avviso {{tmp\|Bio}} che ne segnala la mancanza. Se i dati riportati sono sbagliati, correggi direttamente la voce biografica; le modifiche saranno visibili in questa lista entro pochi giorni. Per chiarimenti vedi il progetto biografie. La lista contiene solo le 501 persone che sono citate nell'enciclopedia e per le quali è stato implementato correttamente il template Bio. Pagina aggiornata al 5 ago 2025. |

## IV secolo(2)
- 303 - Gianuario, santo romano
- 303 - Proto martire, presbitero romano

## V secolo(1)
- 455 - Gaudioso di Napoli, vescovo berbero

## VI secolo(1)
- 517 - Dioscoro II di Alessandria, vescovo greco antico

## X secolo(2)
- 939 - Atelstano d'Inghilterra, sovrano inglese
- 954 - Federico di Magonza, arcivescovo tedesco

## XIII secolo(2)
- 1261 - Sancho di Castiglia, arcivescovo cattolico spagnolo (n. 1233)
- 1269 - Ulrico III di Carinzia, nobile tedesco

## XIV secolo(6)
- 1303 - Beatrice di Castiglia e Guzmán, sovrana (n. 1242)
- 1312 - Giovanni II di Brabante, duca (n. 1275)
- 1312 - Gentile da Montefiore, cardinale italiano
- 1326 - Hugh le Despenser, I conte di Winchester, conte (n. 1261)
- 1327 - Elisabetta de Burgh, regina scozzese (n. 1289)
- 1374 - Gongmin di Goryeo, re coreano (n. 1330)

## XV secolo(8)
- 1403 - Martín de Zalba, vescovo e cardinale spagnolo
- 1430 - Vitoldo, sovrano
- 1439 - Alberto II d'Asburgo, sovrano (n. 1397)
- 1449 - Uluğ Bek, astronomo e matematico persiano (n. 1394)
- 1454 - Maddalena di Hohenzollern, principessa (n. 1412)
- 1459 - Giannozzo Manetti, scrittore, filologo e umanista italiano (n. 1396)
- 1483 - Fra Domenico di Giovanni, teologo e religioso italiano (n. 1404)
- 1485 - Rudolf Agricola, umanista olandese (n. 1443)

## XVI secolo(14)
- 1505 - Ivan III di Russia, principe russo (n. 1440)
- 1517 - Tommaso Sardi, religioso italiano (n. 1458)
- 1527 - Johann Froben, editore e tipografo svizzero
- 1547 - Pedro de los Ríos y Gutiérrez de Aguayo, esploratore spagnolo
- 1549 - Maria di Albret, nobile francese (n. 1491)
- 1552 - Galeazzo Pietra, vescovo cattolico italiano (n. 1462)
- 1553 - Michele Serveto, teologo, umanista e medico spagnolo (n. 1511)
- 1554 - Giberto II Pio di Savoia, condottiero italiano (n. 1508)
- 1561 - Lope de Aguirre, esploratore spagnolo
- 1564 - Cristoforo Guidalotti Ciocchi del Monte, cardinale e vescovo italiano (n. 1484)
- 1571 - William Parr, I marchese di Northampton, nobile britannico (n. 1513)
- 1582 - Vratislav von Pernstein, politico ceco (n. 1530)
- 1597 - Alfonso II d'Este, nobile (n. 1533)
- 1599 - Gillis Congnet, pittore fiammingo (n. 1542)

## XVII secolo(22)
- 1605 - Akbar, sovrano (n. 1542)
- 1612 - Scipione Bargagli, letterato italiano (n. 1540)
- 1616 - Johann Richter, matematico e astronomo tedesco (n. 1537)
- 1627 - Charles Loyseau, giurista francese (n. 1566)
- 1631 - Iacopo Cicognini, poeta e drammaturgo italiano (n. 1577)
- 1642 - Jean Nicolet, esploratore francese (n. 1598)
- 1644 - Giovan Battista Calandra, pittore italiano (n. 1586)
- 1650 - Giovanni Paolo Savio, vescovo cattolico italiano (n. 1587)
- 1651 - Panfilo Nuvolone, pittore italiano (n. 1581)
- 1652 - Enrico di Nassau-Siegen, nobile tedesco (n. 1611)
- 1656 - Iacopo Bonavita, scultore e intagliatore italiano
- 1656 - Si Suthammaracha, sovrano siamese
- 1659 - Giovanni Francesco Busenello, librettista e poeta italiano (n. 1598)
- 1664 - Vincenzo Lorenzoni, notaio e politico sammarinese (n. 1583)
- 1674 - Hallgrímur Pétursson, poeta islandese (n. 1614)
- 1675 - Gilles Personne de Roberval, matematico e fisico francese (n. 1602)
- 1681 - Jean-Baptiste de Champaigne, pittore e decoratore francese (n. 1631)
- 1683 - Giovanni Antonio Solinas, gesuita e missionario italiano (n. 1643)
- 1687 - René Rapin, umanista e teologo francese (n. 1621)
- 1694 - Gevherhan Sultan, principessa ottomana (n. 1642)
- 1699 - Bartholomäus Hopfer, pittore tedesco (n. 1628)
- 1700 - Armand Jean Le Bouthillier de Rancé, abate francese (n. 1626)

## XVIII secolo(20)
- 1702 - Niccolò Radulovich, cardinale e arcivescovo cattolico italiano (n. 1627)
- 1705 - Tirso González de Santalla, gesuita spagnolo (n. 1624)
- 1713 - Cesare Ignazio d'Este, nobile italiano (n. 1653)
- 1716 - Miklós Bethlen, politico e scrittore ungherese (n. 1642)
- 1738 - Thomas Forster, politico e militare inglese (n. 1683)
- 1740 - Charles du Plessis d'Argentré, vescovo cattolico francese (n. 1673)
- 1743 - Giovanni Gonzaga, nobile italiano (n. 1671)
- 1750 - Augusto di Schwarzburg-Sondershausen, principe (n. 1691)
- 1758 - Michel-Ange Slodtz, scultore francese (n. 1705)
- 1759 - Konstancja Czartoryska, nobildonna polacca (n. 1695)
- 1761 - Carlo Lodoli, religioso e teorico dell'architettura italiano (n. 1690)
- 1763 - Lorenz Natter, medaglista tedesco (n. 1705)
- 1764 - Leopoldo d'Assia-Darmstadt, nobile tedesco (n. 1708)
- 1765 - Théobald Michau, pittore e disegnatore fiammingo (n. 1676)
- 1771 - Johann Gottlieb Graun, compositore tedesco (n. 1703)
- 1774 - Gerolamo Mengozzi-Colonna, pittore italiano (n. 1686)
- 1777 - Charles-Antoine de la Roche-Aymon, cardinale e arcivescovo cattolico francese (n. 1697)
- 1790 - Wiguläus von Kreittmayr, giurista e funzionario tedesco (n. 1705)
- 1800 - Chiara Isabella Gherzi, monaca cristiana, badessa e mistica italiana (n. 1742)
- 1800 - Vincenzo Ranuzzi, cardinale italiano (n. 1726)

## XIX secolo(50)
- 1804 - Jean-Joseph-Victor Genissieu, politico, avvocato e magistrato francese (n. 1751)
- 1805 - Pierre Paulin Gourrège, militare francese (n. 1749)
- 1805 - Heinrich Christian Friedrich Hosenfelder, pittore e ceramista tedesco (n. 1720)
- 1807 - Franz de Paula Gundaker von Colloredo-Mansfeld, diplomatico e politico austriaco (n. 1731)
- 1808 - Gabriel Louis de Caulaincourt, militare e politico francese (n. 1740)
- 1817 - Gaetano de Lucretiis, scienziato italiano (n. 1745)
- 1821 - Ivan Afanas'evič Dmitrevsky, attore teatrale, traduttore e drammaturgo russo (n. 1734)
- 1823 - Karl Henrici, pittore austriaco (n. 1737)
- 1824 - André Thouin, botanico e agronomo francese (n. 1747)
- 1826 - Ibrahim Shah di Selangor, sovrano malese (n. 1736)
- 1830 - August von Goethe, scrittore tedesco (n. 1789)
- 1833 - Ferdinand Fränzl, compositore, violinista e direttore d'orchestra tedesco (n. 1770)
- 1834 - Johann Adam Bergk, filosofo tedesco (n. 1769)
- 1835 - Étienne de Paule de Fallot de Beaupré de Beaumont, politico e arcivescovo cattolico francese (n. 1750)
- 1836 - François Just Marie Raynouard, tragediografo, avvocato e filologo francese (n. 1761)
- 1840 - Agostino Maria Molin, religioso e insegnante italiano (n. 1775)
- 1841 - Jean Baptiste Alexandre Strolz, generale e politico francese (n. 1771)
- 1844 - Gennaro Galbiati, medico e chirurgo italiano (n. 1776)
- 1844 - Giuseppe Maria Roberti di Castelvero, politico e militare italiano (n. 1775)
- 1845 - Jean Charles Athanase Peltier, fisico francese (n. 1785)
- 1846 - Louis Auguste Victor de Ghaisne de Bourmont, generale francese (n. 1773)
- 1847 - Alexandre Deschapelles, scacchista francese (n. 1780)
- 1848 - Antonio Olivi, patriota e militare italiano
- 1850 - Antonio Pelizon, liutaio italiano (n. 1763)
- 1852 - Bernhard Eunom Philippi, esploratore, naturalista e diplomatico tedesco (n. 1811)
- 1857 - Aleksandr Ivanovič Gagarin, militare e nobile russo (n. 1801)
- 1858 - Ida Pfeiffer, scrittrice e esploratrice austriaca (n. 1797)
- 1858 - Antonio Van Halen, militare e politico spagnolo (n. 1792)
- 1859 - Ernst Friedrich Apelt, filosofo tedesco (n. 1812)
- 1860 - Charles Pierrepont, II conte Manvers, militare, politico e nobile inglese (n. 1778)
- 1861 - Eduard Caspar Jacob von Siebold, ginecologo tedesco (n. 1801)
- 1868 - Charles Longley, arcivescovo anglicano britannico (n. 1794)
- 1868 - Harriet Howard, nobildonna inglese (n. 1806)
- 1868 - Alexandre Colonna Walewski, politico francese (n. 1810)
- 1874 - Gioacchino Limberti, arcivescovo cattolico italiano (n. 1821)
- 1874 - Salvatore Vigo Platania, politico, patriota e storico italiano (n. 1784)
- 1876 - Joseph R. Walker, avventuriero e esploratore statunitense (n. 1798)
- 1880 - Thrasyvoulos Zaimīs, politico greco (n. 1822)
- 1881 - Luigi Bruschetti, vescovo cattolico italiano (n. 1826)
- 1882 - Adolphe Gutmann, pianista e compositore tedesco (n. 1819)
- 1883 - Louis Breguet, fisico e orologiaio francese (n. 1804)
- 1885 - Juan Bautista Topete, militare e politico spagnolo (n. 1821)
- 1888 - Leopoldo Dorucci, politico e religioso italiano (n. 1815)
- 1890 - Antonio Raimondi, geografo italiano (n. 1824)
- 1893 - Carlo Gentile, fotografo italiano (n. 1835)
- 1896 - Amos Ronchey, militare e politico italiano (n. 1832)
- 1897 - Maria Adelaide di Cambridge, nobile britannico (n. 1833)
- 1898 - Nikolaj Ivanovič Svjatopolk-Mirskij, generale e politico russo (n. 1833)
- 1899 - Flora Piccoli Mancini, musicista e poetessa italiana (n. 1854)
- 1899 - Florence Marryat, scrittrice e attrice teatrale inglese (n. 1833)

## XX secolo(241)
- 1901 - Gennaro Sambiase Sanseverino, politico italiano (n. 1821)
- 1902 - Agostino Paci, medico, chirurgo e scienziato italiano (n. 1845)
- 1905 - Ralph Copeland, astronomo britannico (n. 1837)
- 1905 - Frederick Wollaston Hutton, naturalista e scienziato britannico (n. 1836)
- 1906 - Giacinto De Vecchi Pieralice, storico, archeologo e scrittore italiano (n. 1842)
- 1906 - August von Rothmund, oculista tedesco (n. 1830)
- 1908 - Salvador Casañas y Pagés, cardinale e vescovo cattolico spagnolo (n. 1834)
- 1911 - Francis Boggs, regista, sceneggiatore e attore teatrale statunitense (n. 1870)
- 1911 - Franz Schwarz, scultore tedesco (n. 1841)
- 1913 - Simon Zavarian, rivoluzionario armeno (n. 1866)
- 1914 - Félix Bracquemond, pittore francese (n. 1833)
- 1914 - Maurizio di Battenberg, nobile e militare britannico (n. 1891)
- 1916 - Hugo Süchting, scacchista tedesco (n. 1874)
- 1917 - Giuseppe Cornalba, avvocato e politico italiano (n. 1852)
- 1917 - Henry Louis Manceron, ammiraglio francese (n. 1848)
- 1917 - August Wilmanns, filologo classico e bibliotecario tedesco (n. 1833)
- 1918 - DeWitt Coleman, aviatore e militare statunitense (n. 1892)
- 1918 - Pietro Crespi, militare italiano (n. 1897)
- 1918 - Franco Michelini Tocci, militare italiano (n. 1899)
- 1918 - Aleksandr Dmitrievič Protopopov, politico russo (n. 1866)
- 1918 - Angelo Tognali, militare italiano (n. 1897)
- 1919 - Alfred Roll, pittore francese (n. 1846)
- 1919 - Guido Orazio Di Carpegna Falconieri, politico italiano (n. 1840)
- 1921 - Yan Fu, traduttore cinese (n. 1854)
- 1923 - Ulysse Chevalier, presbitero, bibliografo e storico francese (n. 1841)
- 1923 - Ruggero Panerai, pittore e illustratore italiano (n. 1862)
- 1924 - Émile Poilleux, violinista e compositore francese (n. 1866)
- 1925 - Wilhelm Gericke, direttore d'orchestra austriaco (n. 1845)
- 1925 - Hans von Mangoldt, matematico tedesco (n. 1854)
- 1926 - Harry Bresslau, storico e diplomatista tedesco (n. 1848)
- 1926 - Warren Wood, golfista statunitense (n. 1887)
- 1927 - Karl Gampenrieder, pittore tedesco (n. 1860)
- 1929 - Heinrich Büssing, inventore e imprenditore tedesco (n. 1843)
- 1929 - Georg von der Marwitz, generale tedesco (n. 1856)
- 1929 - Alfred Maria Willner, compositore, librettista e musicologo austriaco (n. 1859)
- 1932 - Sofia Egkastrōmenou, archeologa greca (n. 1852)
- 1932 - Frédéric Georges Herr, generale francese (n. 1855)
- 1932 - Robert Kurrle, direttore della fotografia statunitense (n. 1890)
- 1933 - Alceste Campriani, pittore italiano (n. 1848)
- 1933 - Francis Graham Crookshank, epidemiologo, psicologo e scrittore britannico (n. 1873)
- 1933 - Julius Klengel, violoncellista tedesco (n. 1859)
- 1933 - Emily Murphy, giurista, scrittrice e attivista canadese (n. 1868)
- 1933 - Ignatij Ignat'evič Nivinskij, pittore, grafico e scenografo russo (n. 1881)
- 1934 - Alfred Schirokauer, scrittore, sceneggiatore e regista tedesco (n. 1880)
- 1936 - József Dénes, calciatore ungherese (n. 1905)
- 1937 - Joseph-Félix Bouchor, pittore francese (n. 1853)
- 1937 - Ernest Eldridge, pilota automobilistico britannico (n. 1897)
- 1937 - Kamilla Krušel'nickaja, religiosa russa (n. 1892)
- 1938 - Lascelles Abercrombie, poeta, scrittore e critico letterario inglese (n. 1881)
- 1938 - Alma Gluck, soprano rumeno (n. 1884)
- 1938 - Ingolf Olsen, calciatore norvegese (n. 1907)
- 1938 - Ricardo Samper, avvocato e politico spagnolo (n. 1881)
- 1938 - Eva Tetrazzini, soprano italiano (n. 1862)
- 1941 - Ernest Everett Just, biologo statunitense (n. 1883)
- 1941 - Georgette Leblanc, soprano, attrice e scrittrice francese (n. 1869)
- 1941 - Hans Joachim Schaufuß, attore tedesco (n. 1918)
- 1941 - Viktor Vasil'evič Talalichin, militare e aviatore sovietico (n. 1918)
- 1942 - Del Andrews, regista, sceneggiatore e montatore statunitense (n. 1894)
- 1942 - Helmuth Hübener, tedesco (n. 1925)
- 1942 - Lenny Sachs, allenatore di pallacanestro e giocatore di football americano statunitense (n. 1897)
- 1942 - Gastone Simoni, militare italiano (n. 1917)
- 1943 - Paolo Albera, vescovo cattolico italiano (n. 1871)
- 1943 - Seigō Nakano, politico giapponese (n. 1886)
- 1943 - Pietro Tresso, politico e antifascista italiano (n. 1893)
- 1944 - Léo Gausson, pittore, incisore e scultore francese (n. 1860)
- 1945 - Stamen Grigorov, medico bulgaro (n. 1878)
- 1945 - Antonio Palacios, architetto spagnolo (n. 1874)
- 1945 - Hanns Schwarz, regista tedesco (n. 1888)
- 1947 - Henry Cubitt, II barone Ashcombe, nobile e politico inglese (n. 1867)
- 1947 - William Fay, attore e regista irlandese (n. 1872)
- 1947 - Luigi Gioli, pittore italiano (n. 1855)
- 1947 - Osvaldo Polimanti, medico e fisiologo italiano (n. 1869)
- 1948 - Romeo Bosetti, attore, regista e sceneggiatore italiano (n. 1879)
- 1948 - Gustavo Botta, traduttore, poeta e critico letterario italiano (n. 1880)
- 1948 - Charles-Gaston Levadé, compositore francese (n. 1869)
- 1949 - Boris Dobronravov, attore sovietico (n. 1896)
- 1949 - František Halas, poeta, scrittore e traduttore ceco (n. 1901)
- 1949 - Len Hanson, ginnasta britannico (n. 1887)
- 1949 - Ante Tresić-Pavičić, scrittore, politico e diplomatico croato (n. 1867)
- 1950 - Aurelio Nicolodi, educatore italiano (n. 1894)
- 1951 - Sabatino Lopez, drammaturgo, critico letterario e scrittore italiano (n. 1867)
- 1952 - Jiří Frejka, regista ceco (n. 1904)
- 1952 - Joseph John Marus, conduttore radiofonico, giornalista e antifascista britannico (n. 1903)
- 1952 - József Nagy, mezzofondista e velocista ungherese (n. 1884)
- 1952 - Umberto Utili, generale italiano (n. 1895)
- 1953 - Vernon Howe Bailey, illustratore, pittore e regista statunitense (n. 1874)
- 1953 - Antonio Cojazzi, presbitero italiano (n. 1880)
- 1953 - Pier Gabriele Goidanich, glottologo e politico italiano (n. 1868)
- 1953 - Eduard Künneke, compositore tedesco (n. 1885)
- 1954 - Franco Alfano, compositore italiano (n. 1875)
- 1954 - Harry Tate, calciatore statunitense (n. 1886)
- 1955 - Bernardo De Muro, tenore italiano (n. 1881)
- 1955 - Clark Griffith, giocatore di baseball e allenatore di baseball statunitense (n. 1869)
- 1955 - Arduino Polla, militare italiano (n. 1884)
- 1955 - Juan de Dios Martínez, politico ecuadoriano (n. 1875)
- 1956 - Domingos Leite Pereira, politico portoghese (n. 1882)
- 1956 - Pëtr Vasil'evič Miturič, pittore russo (n. 1887)
- 1957 - Marcel Berré, schermidore belga (n. 1882)
- 1957 - Giovanni Battista Caproni, ingegnere aeronautico, imprenditore e pioniere dell'aviazione italiano (n. 1886)
- 1957 - Giulia Civita Franceschi, educatrice italiana (n. 1870)
- 1957 - Paul Jacobsthal, archeologo e storico dell'arte tedesco (n. 1880)
- 1957 - István Priboj, allenatore di calcio e calciatore ungherese (n. 1894)
- 1958 - Gian Giuseppe Durini, nobile e politico italiano (n. 1875)
- 1958 - Geerten Gossaert, scrittore olandese (n. 1884)
- 1958 - Gustav Gräser, poeta e pacifista tedesco (n. 1879)
- 1958 - Joseph Klausner, storico israeliano (n. 1874)
- 1958 - Walter von Molo, romanziere e drammaturgo austro-ungarico (n. 1880)
- 1958 - Edoardo Monti, generale italiano (n. 1876)
- 1958 - Marshall Neilan, regista, attore e sceneggiatore statunitense (n. 1891)
- 1959 - Ventura García Calderón, scrittore e diplomatico peruviano (n. 1886)
- 1959 - Martin Hawkins, ostacolista statunitense (n. 1888)
- 1962 - Rudolf Anderson, aviatore statunitense (n. 1927)
- 1962 - Giovanni Ardizzone, attivista e pacifista italiano (n. 1941)
- 1962 - Irnerio Bertuzzi, militare e aviatore italiano (n. 1919)
- 1962 - Vicente Carretero, ciclista su strada spagnolo (n. 1915)
- 1962 - Otto Froitzheim, tennista tedesco (n. 1884)
- 1962 - Enrico Mattei, imprenditore, partigiano e politico italiano (n. 1906)
- 1962 - John Stumar, direttore della fotografia ungherese (n. 1892)
- 1963 - Bertoldo di Baden, nobile tedesco (n. 1906)
- 1963 - Odoardo Voccoli, politico e antifascista italiano (n. 1877)
- 1964 - Willi Bredel, scrittore tedesco (n. 1901)
- 1964 - David Kirkland, regista, attore e sceneggiatore statunitense (n. 1878)
- 1964 - Rudolph Maté, regista, direttore della fotografia e produttore cinematografico polacco (n. 1898)
- 1965 - Peter La Farge, cantautore e musicista statunitense (n. 1931)
- 1965 - Elemér Pászti, ginnasta ungherese (n. 1889)
- 1965 - Leo Hale Taylor, missionario e arcivescovo cattolico statunitense (n. 1889)
- 1966 - Fausto Pecorari, politico italiano (n. 1902)
- 1967 - Robert Carmody, pugile statunitense (n. 1938)
- 1967 - Giacomo Roseo, calciatore, dirigente d'azienda e dirigente sportivo italiano (n. 1889)
- 1967 - Kurt Schneider, psichiatra tedesco (n. 1887)
- 1968 - Lise Meitner, fisica austriaca (n. 1878)
- 1969 - Wilhelm Langkeit, ufficiale tedesco (n. 1907)
- 1969 - Giorgio Scerbanenco, giornalista e scrittore italiano (n. 1911)
- 1970 - Kyösti Luukko, lottatore finlandese (n. 1903)
- 1970 - Conrado Ross, calciatore e allenatore di calcio uruguaiano (n. 1908)
- 1970 - George Waldemar, critico d'arte francese (n. 1893)
- 1971 - Linda Pini, attrice italiana (n. 1896)
- 1971 - Federico Zardi, drammaturgo, sceneggiatore e giornalista italiano (n. 1912)
- 1972 - Adalberto Mariano, ammiraglio, navigatore e esploratore italiano (n. 1898)
- 1972 - Giovanni Spampinato, giornalista italiano (n. 1946)
- 1972 - Katherine Oppenheimer, biologa e botanica tedesca (n. 1910)
- 1973 - Norman Allin, basso e insegnante britannico (n. 1884)
- 1973 - Giuseppe Grosso, giurista e politico italiano (n. 1906)
- 1973 - Gordon Hoare, calciatore inglese (n. 1884)
- 1973 - Allan Lane, attore statunitense (n. 1909)
- 1973 - Otilio Ulate Blanco, politico costaricano (n. 1891)
- 1974 - Rudolf Dassler, imprenditore tedesco (n. 1898)
- 1974 - André Granet, architetto e imprenditore francese (n. 1881)
- 1975 - Peregrino Anselmo, calciatore e allenatore di calcio uruguaiano (n. 1902)
- 1975 - Georges Carpentier, pugile e attore francese (n. 1894)
- 1975 - Eugène Faure, ciclista su strada francese (n. 1902)
- 1975 - Rolf Nesch, pittore norvegese (n. 1893)
- 1975 - H.V. Porter, dirigente sportivo e inventore statunitense (n. 1891)
- 1975 - Giovanni Rossi, presbitero italiano (n. 1887)
- 1975 - Ángela Ruiz Robles, scrittrice e inventrice spagnola (n. 1895)
- 1975 - Rex Stout, scrittore statunitense (n. 1886)
- 1976 - Jerry Bush, cestista e allenatore di pallacanestro statunitense (n. 1914)
- 1976 - José Maciel Senra, cestista brasiliano
- 1977 - James M. Cain, scrittore, giornalista e sceneggiatore statunitense (n. 1892)
- 1977 - Sándor Nemes, calciatore e allenatore di calcio ungherese (n. 1899)
- 1977 - Ivo Radovniković, calciatore e allenatore di calcio jugoslavo (n. 1918)
- 1977 - Antonio Savoldi, imprenditore e editore italiano (n. 1889)
- 1977 - Ruggero Volpi, militare italiano (n. 1947)
- 1978 - Robert Giertsen, velista norvegese (n. 1894)
- 1979 - Bartolomeo Bolla, politico italiano (n. 1896)
- 1979 - Charles Coughlin, presbitero statunitense (n. 1891)
- 1979 - Antonio Franzil, carpentiere e funzionario italiano (n. 1897)
- 1979 - Arnaldo Leonzio, allenatore di calcio e calciatore italiano (n. 1924)
- 1979 - Germaine Lubin, soprano francese (n. 1890)
- 1979 - Gregory Mangin, tennista statunitense (n. 1907)
- 1980 - Michele Deriu, geologo italiano (n. 1921)
- 1980 - Art Hillhouse, cestista statunitense (n. 1916)
- 1980 - Gastone Prendato, calciatore e allenatore di calcio italiano (n. 1910)
- 1980 - John Hasbrouck van Vleck, fisico statunitense (n. 1899)
- 1981 - Anders Knutsson Ångström, fisico svedese (n. 1888)
- 1981 - Giuseppe Nicolosi, ingegnere, architetto e urbanista italiano (n. 1901)
- 1981 - Fantasio Piccoli, regista teatrale italiano (n. 1917)
- 1982 - Jean Filliozat, storico delle religioni e orientalista francese (n. 1906)
- 1982 - Abba Lerner, economista statunitense (n. 1903)
- 1982 - Josef Medřický, pallanuotista cecoslovacco (n. 1908)
- 1982 - Veličko Veličkov, tiratore a segno bulgaro (n. 1934)
- 1982 - Miguel Ydígoras Fuentes, generale e politico guatemalteco (n. 1895)
- 1984 - Larry Foust, cestista statunitense (n. 1928)
- 1984 - Carlos Gringa, calciatore uruguaiano (n. 1912)
- 1984 - Bruno Sargentini, politico italiano (n. 1910)
- 1985 - Willy Baumgartner, calciatore svizzero (n. 1911)
- 1985 - Antonino De Stefano, giurista e magistrato italiano (n. 1918)
- 1985 - Andreas Roland Grüntzig, medico e radiologo tedesco (n. 1939)
- 1985 - Walter Segal, architetto svizzero (n. 1907)
- 1986 - Alfred Au, calciatore tedesco (n. 1898)
- 1986 - Alberigo Crocetta, produttore discografico e imprenditore italiano (n. 1925)
- 1987 - Iacopo Barsotti, matematico italiano (n. 1921)
- 1987 - Jean Hélion, pittore francese (n. 1904)
- 1988 - Nico Engelschman, attore, attivista e partigiano olandese (n. 1913)
- 1988 - Giuseppina Modena, partigiana italiana (n. 1903)
- 1988 - Winnie van Weerdenburg, nuotatrice olandese (n. 1946)
- 1988 - Erika von Thellmann, attrice austriaca (n. 1902)
- 1989 - Laurent Di Lorto, calciatore francese (n. 1909)
- 1989 - Benjamin Murmelstein, rabbino austriaco (n. 1905)
- 1990 - Xavier Cugat, musicista e direttore d'orchestra spagnolo (n. 1900)
- 1990 - Jacques Demy, regista cinematografico e sceneggiatore francese (n. 1931)
- 1990 - Gino Pelizzola, artista e grafico italiano (n. 1906)
- 1990 - Ugo Tognazzi, attore, regista cinematografico e scrittore italiano (n. 1922)
- 1990 - Béla Volentik, calciatore e allenatore di calcio ungherese (n. 1907)
- 1990 - Sophie von Hohenberg, nobile austriaca (n. 1901)
- 1991 - Andrzej Panufnik, compositore e direttore d'orchestra polacco (n. 1914)
- 1992 - István Balogh, calciatore ungherese (n. 1912)
- 1992 - Gianfranco Bianchi, giornalista, storico e partigiano italiano (n. 1915)
- 1992 - Bita, calciatore brasiliano (n. 1942)
- 1992 - David Bohm, fisico e filosofo statunitense (n. 1917)
- 1992 - Franz Fuchsberger, calciatore austriaco (n. 1910)
- 1992 - Adelino da Palma Carlos, politico portoghese (n. 1905)
- 1992 - Allen Schindler, marinaio statunitense (n. 1969)
- 1992 - Wilson Whitley, giocatore di football americano statunitense (n. 1955)
- 1993 - Barbara Czopek, cestista polacca (n. 1931)
- 1993 - Jean Leclercq, religioso francese (n. 1911)
- 1993 - Guillermo Wagner, cestista messicano (n. 1934)
- 1994 - Lamberto Pietropoli, compositore e direttore di coro italiano (n. 1936)
- 1994 - James Schwarzenbach, politico e editore svizzero (n. 1911)
- 1995 - Jacques Heurgon, latinista e etruscologo francese (n. 1903)
- 1995 - Luigi Maini, pittore italiano (n. 1912)
- 1996 - Vittorio Belleli, cantante italiano (n. 1911)
- 1996 - Foguinho, calciatore, allenatore di calcio e arbitro di calcio brasiliano (n. 1909)
- 1996 - Marcello Mihalich, allenatore di calcio e calciatore italiano (n. 1907)
- 1996 - Claudia Ruggeri, poetessa italiana (n. 1967)
- 1997 - Vladimir Sokoloff, pianista statunitense (n. 1913)
- 1997 - Reuben Sturman, imprenditore statunitense (n. 1924)
- 1998 - Neal Adams, cestista statunitense (n. 1919)
- 1998 - Francesco Candioto, politico italiano (n. 1923)
- 1998 - Reidar Kvammen, calciatore norvegese (n. 1914)
- 1998 - Vittorio Orefice, giornalista italiano (n. 1924)
- 1998 - Klári Tolnay, attrice ungherese (n. 1914)
- 1999 - Johnny Byrne, allenatore di calcio e calciatore britannico (n. 1939)
- 1999 - Frank De Vol, compositore statunitense (n. 1911)
- 1999 - Lois Collier, attrice statunitense (n. 1919)
- 1999 - Robert Mills, fisico statunitense (n. 1927)
- 1999 - Charlotte Perriand, architetta e designer francese (n. 1903)
- 1999 - Leonard Petrosyan, politico karabakho (n. 1953)
- 1999 - Vazgen Sargsyan, politico e militare armeno (n. 1959)
- 2000 - Lída Baarová, attrice ceca (n. 1914)
- 2000 - Walter Berry, basso-baritono austriaco (n. 1929)

## XXI secolo(132)
- 2001 - Fulvio Balatti, canottiere italiano (n. 1938)
- 2001 - Sophie Tatischeff, montatrice e regista francese (n. 1946)
- 2002 - André De Toth, regista, sceneggiatore e drammaturgo ungherese (n. 1913)
- 2002 - Tom Dowd, produttore discografico statunitense (n. 1925)
- 2002 - Michel Macquet, giavellottista, pallamanista e ginnasta francese (n. 1932)
- 2003 - Gino Armano, calciatore e allenatore di calcio italiano (n. 1927)
- 2003 - John William Atkinson, psicologo statunitense (n. 1923)
- 2003 - Sergio Ceravolo, politico italiano (n. 1923)
- 2003 - Walter Washington, politico statunitense (n. 1915)
- 2004 - Dominique Green, statunitense (n. 1974)
- 2004 - Lester Lanin, direttore d'orchestra statunitense (n. 1907)
- 2004 - Paulo Sérgio de Oliveira Silva, calciatore brasiliano (n. 1974)
- 2004 - Marwell Periotti, calciatore argentino (n. 1939)
- 2005 - Pietro Boccabella, giornalista, commediografo e editore italiano (n. 1919)
- 2005 - Jozef Bomba, calciatore cecoslovacco (n. 1939)
- 2005 - Kurt Jarasinski, cavaliere tedesco (n. 1938)
- 2005 - Jun Papa, cestista filippino (n. 1945)
- 2006 - Ariella Farneti, politica italiana (n. 1921)
- 2006 - Ghulam Ishaq Khan, politico pakistano (n. 1915)
- 2006 - Sergio Pinza, pilota motociclistico italiano (n. 1930)
- 2006 - Brad Will, giornalista statunitense (n. 1970)
- 2007 - Moira Lister, attrice e scrittrice sudafricana (n. 1923)
- 2007 - Beppe Lopetrone, fotografo italiano (n. 1950)
- 2007 - Leslie Orgel, chimico britannico (n. 1927)
- 2007 - Ricky Parent, batterista statunitense (n. 1963)
- 2007 - Heinrich Springer, militare tedesco (n. 1914)
- 2008 - Salvatore Enrico Failla, musicologo, musicista e compositore italiano (n. 1938)
- 2008 - Heinz Krügel, allenatore di calcio e calciatore tedesco orientale (n. 1921)
- 2008 - Ezekiel Mphahlele, scrittore sudafricano (n. 1919)
- 2008 - Louis Secco, hockeista su ghiaccio canadese (n. 1927)
- 2008 - Tumo Turbo, maratoneta etiope (n. 1970)
- 2009 - John David Carson, attore statunitense (n. 1952)
- 2009 - Fernando Casuzzi, calciatore italiano (n. 1924)
- 2009 - Roy DeCarava, fotografo statunitense (n. 1919)
- 2009 - Mario Giovana, partigiano, giornalista e storico italiano (n. 1925)
- 2009 - Salvador Serer, calciatore spagnolo (n. 1922)
- 2010 - Elio Schiavoni, musicista, direttore d'orchestra e produttore teatrale italiano (n. 1922)
- 2010 - Bill Blakeley, allenatore di pallacanestro statunitense (n. 1934)
- 2010 - Lisa Blount, attrice e produttrice cinematografica statunitense (n. 1957)
- 2010 - Néstor Kirchner, politico argentino (n. 1950)
- 2010 - Luigi Macaluso, copilota di rally e manager italiano (n. 1948)
- 2010 - Alberto Soggin, biblista italiano (n. 1926)
- 2010 - Carlo Squeri, politico italiano (n. 1923)
- 2010 - Saqr bin Muhammad al-Qasimi, sovrano emiratino
- 2011 - Tom Brown, tennista statunitense (n. 1922)
- 2011 - Gabriele Devecchi, designer, architetto e orafo italiano (n. 1938)
- 2011 - James Hillman, psicoanalista, saggista e filosofo statunitense (n. 1926)
- 2011 - Ron Holmes, giocatore di football americano statunitense (n. 1963)
- 2011 - Allen Mandelbaum, poeta e traduttore statunitense (n. 1926)
- 2011 - Tiziano Marcheselli, giornalista, scrittore e pittore italiano (n. 1939)
- 2011 - Giancarlo Vitali, calciatore e allenatore di calcio italiano (n. 1926)
- 2012 - Angelo Maria Cicolani, politico e ingegnere italiano (n. 1952)
- 2012 - Hans Werner Henze, compositore tedesco (n. 1926)
- 2012 - Ettore Sordini, pittore italiano (n. 1934)
- 2012 - Göran Stangertz, attore e regista televisivo svedese (n. 1944)
- 2013 - Ennio Antonangeli, fotografo e editore italiano (n. 1930)
- 2013 - Olga Gyarmati, lunghista ungherese (n. 1924)
- 2013 - Luigi Magni, regista, sceneggiatore e scrittore italiano (n. 1928)
- 2013 - Lou Reed, cantautore, chitarrista e poeta statunitense (n. 1942)
- 2014 - Daniel Boulanger, scrittore, drammaturgo e poeta francese (n. 1922)
- 2014 - Bob Kenney, cestista statunitense (n. 1931)
- 2014 - Doug Laing, pallanuotista australiano (n. 1931)
- 2014 - Bill Orchard, pallanuotista e medico australiano (n. 1929)
- 2014 - Reidar Sundby, calciatore norvegese (n. 1926)
- 2015 - Betsy Drake, attrice, modella e scrittrice statunitense (n. 1923)
- 2015 - Miyu Matsuki, doppiatrice giapponese (n. 1977)
- 2015 - Giovanni Persico, politico e giurista italiano (n. 1927)
- 2015 - Vladimir Sperber, storico italiano (n. 1934)
- 2016 - Jean Belver, calciatore francese (n. 1921)
- 2016 - Giovanni Giudice, biologo e politico italiano (n. 1933)
- 2016 - Elda Grin, scrittrice e psicologa armena (n. 1928)
- 2016 - Jolanda Insana, poetessa e grecista italiana (n. 1937)
- 2016 - Bill Miller, giavellottista statunitense (n. 1930)
- 2016 - Takahito, principe Mikasa, principe giapponese (n. 1915)
- 2017 - Giovanni Burlando, pilota motociclistico italiano (n. 1939)
- 2017 - Velimir Kalandadze, compositore di scacchi georgiano (n. 1935)
- 2017 - Hans Kraay, calciatore, allenatore di calcio e dirigente sportivo olandese (n. 1936)
- 2017 - Abdoulaye Soulama, calciatore burkinabé (n. 1979)
- 2017 - Katalin Szőke, nuotatrice ungherese (n. 1935)
- 2018 - Angela Bianchini, scrittrice, ispanista e traduttrice italiana (n. 1921)
- 2018 - Daniel Corrêa Freitas, calciatore brasiliano (n. 1994)
- 2018 - Piero Del Papa, pugile e attore cinematografico italiano (n. 1938)
- 2018 - Bartolomé Hernández Alcalá, calciatore spagnolo (n. 1959)
- 2018 - Bilal Saad Mubarak, pesista qatariota (n. 1972)
- 2018 - Mario Segale, imprenditore statunitense (n. 1934)
- 2018 - Ntozake Shange, drammaturga e poetessa statunitense (n. 1948)
- 2018 - Vichai Srivaddhanaprabha, imprenditore e dirigente sportivo thailandese (n. 1958)
- 2018 - Per Tidemann, calciatore norvegese (n. 1930)
- 2019 - Walter Außendorfer, slittinista italiano (n. 1939)
- 2019 - Vladimir Konstantinovič Bukovskij, scrittore e attivista sovietico (n. 1942)
- 2019 - John Conyers, politico e avvocato statunitense (n. 1929)
- 2019 - Jorge Fernando, regista e attore brasiliano (n. 1955)
- 2019 - Tasos Kōnstantinou, calciatore cipriota (n. 1949)
- 2019 - Guido Lauri, danzatore e coreografo italiano (n. 1922)
- 2019 - Johanna Lindsey, scrittrice statunitense (n. 1952)
- 2019 - Eugenio Melandri, politico e presbitero italiano (n. 1948)
- 2019 - Ivan Milat, serial killer e criminale australiano (n. 1944)
- 2019 - Suzanne Schmitt, tennista francese (n. 1928)
- 2019 - Xi Enting, tennistavolista cinese (n. 1946)
- 2019 - Abu Bakr al-Baghdadi, terrorista iracheno (n. 1971)
- 2020 - Gian Piero Bona, poeta, scrittore e traduttore italiano (n. 1926)
- 2020 - Roger Closset, schermidore francese (n. 1933)
- 2020 - Fabrizio Dentice, scrittore e giornalista italiano (n. 1919)
- 2020 - Gao Fengwen, calciatore e allenatore di calcio cinese (n. 1939)
- 2020 - Bob Lochmueller, cestista e allenatore di pallacanestro statunitense (n. 1927)
- 2020 - Marlene José Bento, cestista brasiliana (n. 1938)
- 2020 - Jan Niemiec, vescovo cattolico polacco (n. 1958)
- 2020 - Julia O'Faolain, scrittrice irlandese (n. 1932)
- 2020 - Jimmy Orr, giocatore di football americano statunitense (n. 1935)
- 2020 - Gilberto Penayo, calciatore paraguaiano (n. 1933)
- 2020 - Andrea Tabanelli, giocatore di curling italiano (n. 1961)
- 2020 - Oliviero Visentin, calciatore italiano (n. 1936)
- 2021 - Domenico Attanasio, cantante italiano (n. 1926)
- 2021 - Bob Ferry, cestista, allenatore di pallacanestro e dirigente sportivo statunitense (n. 1937)
- 2021 - Bernd Nickel, calciatore tedesco occidentale (n. 1949)
- 2021 - Arnošt Pazdera, calciatore cecoslovacco (n. 1929)
- 2021 - Paul Smart, pilota motociclistico britannico (n. 1943)
- 2021 - Carlo Tacchini, calciatore italiano (n. 1943)
- 2022 - Jon Palmar Austnes, calciatore norvegese (n. 1945)
- 2022 - Alfredo Gavazzi, imprenditore, dirigente sportivo e politico italiano (n. 1950)
- 2022 - Donato Manfroi, politico italiano (n. 1940)
- 2022 - Baha Taher, scrittore e traduttore egiziano (n. 1935)
- 2023 - Axali Doëseb, compositore, musicista e direttore d'orchestra namibiano (n. 1954)
- 2023 - Silvano Faresin, architetto italiano (n. 1943)
- 2023 - Anne Heywood, attrice britannica (n. 1931)
- 2023 - Li Keqiang, politico cinese (n. 1955)
- 2023 - Viktor Mamatov, biatleta sovietico (n. 1937)
- 2023 - Jean Pellissier, scialpinista e fondista di corsa in montagna italiano (n. 1972)
- 2023 - Senno Salzwedel, sollevatore tedesco (n. 1959)
- 2023 - Ewald Walch, slittinista austriaco (n. 1940)
- 2024 - Paul Bailey, scrittore, anglista e biografo britannico (n. 1937)
- 2024 - Radoslav Petković, scrittore serbo (n. 1953)